# Aumento (música)
Aumento, em música e em teoria musical, é o crescimento ou alargamento dos ritmos, melodias, intervalos, acordes. O oposto é a diminuição (como num "trítono diminuído")
Uma melodia, ou série de notas, é aumentada se os comprimentos (valores) das notas são prolongados. Por exemplo, uma melodia com quatro colcheias é aumentada se, mais tarde, ela reaparecer com quatro semínimas. Esta técnica é freqüentemente utilizada na música contrapontística . Dá origem ao cânone aumentado, no qual as notas na voz conseqüente têm mais duração do que as notas na voz antecedente. Exemplos desta utilização podem ser encontrados na música de Johann Sebastian Bach.
Um intervalo é aumentado se ele for alargado de um semitom cromático; um acorde aumentado é um acorde que contém um intervalo aumentado, portanto, uma quinta aumentada, por exemplo, é um semitom cromático maior do que a quinta perfeita e um trítono aumentado é um trítono maior que foi acrescido de um semitom cromático. 
Um bom exemplo da utilização deste recurso pode ser encontrado na parte da mão esquerda do famoso prelúdio Op. 28 no. 4 em Mi menor de Chopin ("sufocamento"). Muitas das sequências dos acordes mudam com a nota de cima ou de baixo aumentando ou diminuindo de um semitom em relação ao próximo acorde, à medida que a música progride, formando acordes aumentados ou diminuídos.